# أنطونيو فلافيو
أنطونيو فلافيو (بالبرتغالية: Antônio Flávio Aires dos Santos‏) هو لاعب كرة قدم برازيلي في مركز الهجوم، ولد في 5 يناير 1987 في Brejinho de Nazaré ‏ في البرازيل. لعب مع أيك سولنا وريد بل براغانتينو وسانتو أندريه ونادي بونتي بريتا ونادي ساو كايتانو.

## وصلات خارجية
- أنطونيو فلافيو على موقع الاتحاد الأوربي (الإنجليزية)
- أنطونيو فلافيو على موقع الاتحاد الأوربي (الإنجليزية)
- أنطونيو فلافيو على موقع اتحاد السويد (السويدية)
- أنطونيو فلافيو على موقع قاعدة بيانات كرة القدم.إي يو (الإنجليزية)
- أنطونيو فلافيو على موقع Soccerway.com (الإنجليزية)
- أنطونيو فلافيو على موقع عالم كرة القدم.نت (الإنجليزية)